# Una pagina d'amore (film 1923)
Una pagina d'amore è un film muto italiano del 1923 diretto da Telemaco Ruggeri.